# Campionatul European de Handbal Feminin din 2014 - Echipele
Lista de mai jos cuprinde echipele naționale care au concurat în Campionatul European de Handbal Feminin din 2014, desfășurat în Croația și Ungaria, între 7-21 decembrie 2012.
Pe 7 noiembrie 2014 fiecare antrenor a fost obligat să transmită o listă de maximum 28 de handbaliste, din care 16 au fost selectate pentru întrecerea finală.
Componența definitivă a echipelor a fost dezvăluită pe 6 și 7 decembrie 2014, la ședințele tehnice.

## Grupa A

### Ungaria
Conform paginii oficiale a competiției:
Antrenor principal: András Németh
| Nr. | Post                  | Nume                | Data nașterii (vârsta) | Înălțime | Selecții | Goluri | Echipă            |
| --- | --------------------- | ------------------- | ---------------------- | -------- | -------- | ------ | ----------------- |
| 5   | Inter stânga          | Krisztina Triscsuk  | 17 iulie 1985          | 1.79 m   | 19       | 25     | Dunaújvárosi KKA  |
| 7   | Centru                | Zita Szucsánszki    | 22 mai 1987            | 1.72 m   | 105      | 321    | Ferencvárosi TC   |
| 8   | Extremă stânga/Centru | Anikó Kovacsics     | 29 august 1991         | 1.70 m   | 60       | 97     | Győri Audi ETO KC |
| 10  | Inter stânga          | Anita Bulath        | 20 septembrie 1983     | 1.77 m   | 85       | 195    | Dunaújvárosi KKA  |
| 12  | Portar                | Orsolya Herr        | 23 noiembrie 1984      | 1.77 m   | 142      | 0      | Győri Audi ETO KC |
| 15  | Inter stânga          | Kinga Klivinyi      | 31 martie 1992         | 1.78 m   | 24       | 44     | Érd NK            |
| 16  | Portar                | Blanka Bíró         | 22 septembrie 1994     | 1.85 m   | 6        | 1      | Ipress Center Vác |
| 18  | Pivot                 | Piroska Szamoránsky | 9 iulie 1986           | 1.71 m   | 122      | 254    | Ferencvárosi TC   |
| 21  | Portar                | Éva Kiss            | 10 iulie 1987          | 1.89 m   | 43       | 0      | Fehérvár KC       |
| 22  | Extremă dreapta       | Bernadett Bódi      | 9 martie 1986          | 1.75 m   | 99       | 173    | Győri Audi ETO KC |
| 24  | Pivot                 | Szabina Mayer       | 24 martie 1988         | 1.70 m   | 15       | 12     | Fehérvár KC       |
| 30  | Inter dreapta         | Szimonetta Planéta  | 12 decembrie 1993      | 1.98 m   | 16       | 15     | Győri Audi ETO KC |
| 34  | Pivot                 | Rea Mészáros        | 14 aprilie 1994        | 1.72 m   | 5        | 1      | Ferencvárosi TC   |
| 44  | Extremă stânga        | Ildikó Erdősi       | 14 septembrie 1989     | 1.71 m   | 5        | 11     | Siófok KC         |
| 83  | Extremă dreapta       | Mónika Kovacsicz    | 20 noiembrie 1983      | 1.71 m   | 133      | 309    | Ferencvárosi TC   |
| 87  | Inter dreapta         | Zsuzsanna Tomori    | 18 iunie 1987          | 1.86 m   | 126      | 342    | Ferencvárosi TC   |

### Polonia
Echipa a fost anunțată pe 13 noiembrie 2014. Ulterior, Kinga Byzdra a devenit indisponibilă din cauza unei accidentări. Conform paginii oficiale a competiției, echipa finală a fost:
Antrenor principal: Kim Rasmussen
Antrenor secund: Antoni Parecki
| Nr. | Post            | Nume                  | Data nașterii (vârsta) | Înălțime | Selecții | Goluri | Echipă              |
| --- | --------------- | --------------------- | ---------------------- | -------- | -------- | ------ | ------------------- |
| 1   | Portar          | Małgorzata Gapska     | 3 septembrie 1983      | 1.76 m   | 81       | 1      | Vistal Gdynia       |
| 4   | Pivot           | Monika Stachowska     | 2 ianuarie 1981        | 1.79 m   | 91       | 125    | SPR Pogoń Szczecin  |
| 5   | Inter dreapta   | Iwona Niedźwiedź      | 22 iulie 1979          | 1.77 m   | 165      | 470    | Vistal Gdynia       |
| 6   | Centru          | Karolina Siódmiak     | 14 septembrie 1981     | 1.78 m   | 68       | 171    | AZS OŚ Gdańsk       |
| 8   | Inter stânga    | Marta Gega            | 16 aprilie 1986        | 1.84 m   | 24       | 29     | MKS Lublin          |
| 9   | Extremă stânga  | Agnieszka Kocela      | 17 ianuarie 1988       | 1.70 m   | 24       | 44     | MKS Lublin          |
| 11  | Extremă stânga  | Kinga Grzyb           | 12 ianuarie 1982       | 1.68 m   | 196      | 487    | EB Start Elbląg     |
| 14  | Centru          | Karolina Kudłacz      | 17 ianuarie 1985       | 1.77 m   | 128      | 660    | HC Leipzig          |
| 15  | Extremă dreapta | Katarzyna Janiszewska | 26 octombrie 1995      | 1.68 m   | 7        | 10     | Vistal Gdynia       |
| 17  | Inter stânga    | Klaudia Pielesz       | 25 octombrie 1988      | 1.90 m   | 66       | 146    | SG BBM Bietigheim   |
| 20  | Pivot           | Joanna Drabik         | 28 octombrie 1993      | 1.80 m   | 9        | 5      | MKS Lublin          |
| 25  | Extremă dreapta | Karolina Zalewska     | 19 martie 1984         | 1.72 m   | 25       | 30     | Issy Paris Handball |
| 18  | Inter dreapta   | Aleksandra Zych       | 28 iulie 1992          | 1.86 m   | 8        | 14     | Vistal Gdynia       |
| 28  | Inter stânga    | Alina Wojtas          | 21 martie 1987         | 1.91 m   | 62       | 185    | Larvik HK           |
| 64  | Portar          | Izabela Prudzienica   | 27 mai 1985            | 1.79 m   | 27       | 0      | Energa AZS Koszalin |
| 77  | Pivot           | Patrycja Kulwińska    | 31 martie 1989         | 1.78 m   | 78       | 124    | Vistal Gdynia       |

### Rusia
Conform paginii oficiale a competiției, echipa finală a fost:
Antrenor principal: Evgheni Trefilov
Antrenor secund: Mihail Sereghin
| Nr. | Post            | Nume                  | Data nașterii (vârsta) | Înălțime | Selecții | Goluri | Echipă            |
| --- | --------------- | --------------------- | ---------------------- | -------- | -------- | ------ | ----------------- |
| 1   | Portar          | Anna Sedoikina        | 1 august 1984          | 1.81 m   | 86       | 0      | Dinamo Volgograd  |
| 2   | Extremă stânga  | Polina Kuznețova      | 10 iunie 1987          | 1.70 m   | 89       | 240    | HC Astrahanocika  |
| 8   | Inter stânga    | Anna Sen              | 3 decembrie 1990       | 1.85 m   | 51       | 119    | Győri Audi ETO KC |
| 15  | Extremă dreapta | Iana Uskova           | 28 septembrie 1985     | 1.74 m   | 96       | 142    | Zvezda Zvenigorod |
| 16  | Portar          | Maria Sidorova        | 21 noiembrie 1979      | 1.78 m   | 182      | 5      | Zvezda Zvenigorod |
| 17  | Inter stânga    | Vladlena Bobrovnikova | 24 octombrie 1987      | 1.80 m   | 4        | 7      | Rostov-Don        |
| 18  | Inter dreapta   | Ekaterina Davîdenko   | 7 martie 1989          | 1.84 m   | 75       | 207    | HCM Baia Mare     |
| 19  | Pivot           | Ksenia Makeeva        | 19 septembrie 1990     | 1.85 m   | 45       | 84     | HCM Baia Mare     |
| 21  | Pivot           | Iana Jilinskaite      | 6 martie 1989          | 1.85 m   | 6        | 9      | HC Astrahanocika  |
| 22  | Extremă stânga  | Ekaterina Marenikova  | 29 aprilie 1982        | 1.79 m   | 87       | 218    | Zvezda Zvenigorod |
| 23  | Inter dreapta   | Anna Punko            | 27 februarie 1989      | 1.83 m   | 6        | 8      | Rostov-Don        |
| 24  | Inter dreapta   | Irina Bliznova        | 6 octombrie 1986       | 1.83 m   | 106      | 289    | Lada Toliatti     |
| 25  | Extremă dreapta | Olga Cernoivanenko    | 17 aprilie 1989        | 1.75 m   | 73       | 158    | ŽRK Vardar        |
| 27  | Centru          | Daria Dmitrieva       | 9 august 1995          | 1.78 m   | 0        | 0      | Dinamo Volgograd  |
| 33  | Centru          | Ekaterina Ilina       | 7 martie 1991          | 1.75 m   | 24       | 39     | Rostov-Don        |
| 77  | Pivot           | Maia Petrova          | 26 mai 1982            | 1.84 m   | 58       | 92     | Rostov-Don        |

### Spania
O echipă preliminară de 18 jucătoare a fost anunțată pe 5 noiembrie 2014. Conform paginii oficiale a competiției, echipa finală a fost:
Antrenor principal: Jorge Dueñas
Antrenor secund: Manuel Etayo
| Nr. | Post            | Nume                     | Data nașterii (vârsta) | Înălțime | Selecții | Goluri | Echipă                  |
| --- | --------------- | ------------------------ | ---------------------- | -------- | -------- | ------ | ----------------------- |
| 2   | Extremă dreapta | Marta López              | 4 februarie 1990       | 1.68 m   | 51       | 118    | Fleury Loiret HB        |
| 4   | Extremă dreapta | Carmen Martín            | 29 mai 1988            | 1.69 m   | 138      | 432    | CSM București           |
| 5   | Pivot           | Maria Nunez Nistral      | 27 noiembrie 1988      | 1.70 m   | 11       | 8      | BM Bera Bera            |
| 7   | Inter stânga    | Beatriz Fernández        | 19 martie 1985         | 1.80 m   | 163      | 358    | Fleury Loiret HB        |
| 9   | Inter dreapta   | Marta Mangué             | 23 aprilie 1983        | 1.70 m   | 251      | 909    | Fleury Loiret HB        |
| 10  | Centru          | Macarena Aguilar         | 12 martie 1985         | 1.70 m   | 184      | 540    | Győri Audi ETO KC       |
| 12  | Portar          | Silvia Navarro           | 20 martie 1979         | 1.68 m   | 108      | 2      | BM Remudas              |
| 14  | Pivot           | Elisabeth Chávez         | 17 noiembrie 1990      | 1.92 m   | 122      | 57     | Nice Handball           |
| 17  | Extremă stânga  | Elisabeth Pinedo         | 13 mai 1981            | 1.75 m   | 158      | 349    | BM Bera Bera            |
| 22  | Centru          | Beatriz Escribano        | 4 mai 1990             | 1.77 m   | 24       | 13     | Nice Handball           |
| 25  | Inter dreapta   | Nerea Pena               | 13 decembrie 1989      | 1.76 m   | 65       | 170    | Ferencvárosi TC         |
| 27  | Inter stânga    | Lara González Ortega     | 22 februarie 1992      | 1.83 m   | 23       | 28     | Metz Handball           |
| 30  | Inter dreapta   | Patricia Elorza          | 8 aprilie 1984         | 1.80 m   | 86       | 55     | BM Bera Bera            |
| 35  | Extremă stânga  | Naiara Egozkue Extremado | 21 octombrie 1983      | 1.73 m   | 29       | 47     | Centru Atlético Guardés |
| 84  | Portar          | Ana Temprano             | 28 ianuarie 1984       | 1.72 m   | 2        | 0      | BM Bera Bera            |
| 86  | Inter stânga    | Alexandrina Barbosa      | 5 mai 1986             | 1.75 m   | 32       | 175    | Fleury Loiret HB        |

## Grupa B

### Danemarca
O echipă preliminară de 15 jucătoare a fost anunțată pe 27 octombrie 2014. Conform paginii oficiale a competiției, echipa finală a fost:
Antrenor principal: Jan Pytlick
Antrenor secund: Ulrik Kirkely
| Nr. | Post            | Nume                      | Data nașterii (vârsta) | Înălțime | Selecții | Goluri | Echipă              |
| --- | --------------- | ------------------------- | ---------------------- | -------- | -------- | ------ | ------------------- |
| 1   | Portar          | Sandra Toft               | 21 iunie 1989          | 1.76 m   | 42       | 0      | Larvik HK           |
| 3   | Extremă dreapta | Maibritt Kviesgaard       | 15 mai 1986            | 1.70 m   | 102      | 214    | Team Esbjerg        |
| 4   | Pivot           | Susan Thorsgaard          | 13 octombrie 1988      | 1.88 m   | 119      | 201    | FCM Håndbold        |
| 7   | Extremă stânga  | Maria Fisker              | 3 octombrie 1990       | 1.70 m   | 49       | 133    | Viborg HK           |
| 8   | Inter stânga    | Anne Mette Hansen         | 25 august 1994         | 1.77 m   | 20       | 29     | København           |
| 11  | Pivot           | Mette Gravholt            | 12 decembrie 1984      | 1.72 m   | 40       | 100    | Viborg HK           |
| 14  | Centru          | Lotte Grigel              | 5 aprilie 1991         | 1.65 m   | 41       | 94     | Team Esbjerg        |
| 15  | Inter stânga    | Pernille Holst Holmsgaard | 6 septembrie 1984      | 1.84 m   | 110      | 115    | København           |
| 19  | Inter dreapta   | Line Jørgensen            | 31 decembrie 1989      | 1.80 m   | 107      | 270    | FCM Håndbold        |
| 20  | Portar          | Rikke Poulsen             | 20 aprilie 1986        | 1.77 m   | 42       | 0      | Viborg HK           |
| 21  | Centru          | Kristina Kristiansen      | 13 iulie 1989          | 1.63 m   | 99       | 270    | Team Tvis Holstebro |
| 23  | Extremă stânga  | Ann Grete Nørgaard        | 15 septembrie 1983     | 1.62 m   | 109      | 459    | Team Tvis Holstebro |
| 25  | Extremă dreapta | Trine Østergaard Jensen   | 17 octombrie 1991      | 1.70 m   | 35       | 51     | FCM Håndbold        |
| 26  | Pivot           | Louise Spellerberg        | 1 octombrie 1982       | 1.78 m   | 45       | 58     | København           |
| 27  | Inter dreapta   | Louise Burgaard           | 17 octombrie 1992      | 1.78 m   | 60       | 156    | Viborg HK           |
| 28  | Inter stânga    | Stine Jørgensen           | 3 septembrie 1990      | 1.80 m   | 64       | 138    | FCM Håndbold        |

### Norvegia
O echipă preliminară de 16 jucătoare a fost anunțată pe 21 noiembrie 2014. Conform paginii oficiale a competiției, echipa finală a fost:
Antrenor principal: Thorir Hergeirsson
Antrenor secund: Mia Hermansson-Högdahl
| Nr. | Post            | Nume                          | Data nașterii (vârsta) | Înălțime | Selecții | Goluri | Echipă                  |
| --- | --------------- | ----------------------------- | ---------------------- | -------- | -------- | ------ | ----------------------- |
| 1   | Portar          | Kari Aalvik Grimsbø           | 4 ianuarie 1985        | 1.80 m   | 110      | 0      | Team Esbjerg            |
| 2   | Inter stânga    | Betina Riegelhuth             | 17 iunie 1987          | 1.78 m   | 18       | 19     | Storhamar IL            |
| 3   | Inter stânga    | Emilie Hegh Arntzen           | 1 ianuarie 1994        | 1.83 m   | 3        | 3      | Byåsen HE               |
| 4   | Inter stânga    | Veronica Kristiansen          | 10 iulie 1990          | 1.75 m   | 31       | 71     | Glassverket IF          |
| 5   | Inter stânga    | Ida Alstad                    | 13 iunie 1985          | 1.72 m   | 113      | 280    | FC Midtjylland Håndbold |
| 6   | Pivot           | Heidi Løke                    | 12 decembrie 1982      | 1.73 m   | 134      | 478    | Győri Audi ETO KC       |
| 8   | Centru          | Karoline Dyhre Breivang       | 10 mai 1980            | 1.72 m   | 294      | 471    | Larvik HK               |
| 9   | Inter dreapta   | Nora Mørk                     | 5 aprilie 1991         | 1.67 m   | 36       | 131    | Larvik HK               |
| 10  | Centru          | Stine Bredal Oftedal          | 25 septembrie 1991     | 1.68 m   | 82       | 126    | Issy-Paris Hand         |
| 12  | Portar          | Silje Solberg                 | 16 iunie 1990          | 1.78 m   | 55       | 0      | Team Tvis Holstebro     |
| 14  | Inter dreapta   | Ida Bjørndalen Karlsson       | 6 mai 1983             | 1.78 m   | 26       | 35     | Team Esbjerg            |
| 16  | Portar          | Emily Stang Sando             | 8 martie 1989          | 1.80 m   | 7        | 0      | Team Esbjerg            |
| 18  | Extremă dreapta | Linn-Kristin Riegelhuth Koren | 1 august 1984          | 1.75 m   | 254      | 906    | Larvik HK               |
| 20  | Extremă dreapta | Maja Jakobsen                 | 28 martie 1990         | 1.72 m   | 23       | 22     | Storhamar IL            |
| 23  | Extremă stânga  | Camilla Herrem                | 8 octombrie 1986       | 1.69 m   | 144      | 353    | HCM Baia Mare           |
| 24  | Extremă stânga  | Sanna Solberg                 | 16 iunie 1990          | 1.78 m   | 38       | 76     | Larvik HK               |
| 26  | Pivot           | Pernille Wibe                 | 17 aprilie 1988        | 1.81 m   | 21       | 12     | Issy-Paris Hand         |

### România
O echipă preliminară de 18 jucătoare a fost anunțată pe 11 noiembrie 2014. Conform paginii oficiale a competiției, echipa finală a fost:
Antrenor principal: Gheorghe Tadici
Antrenor secund: Florentin Pera
| Nr. | Post            | Nume                    | Data nașterii (vârsta) | Înălțime | Selecții | Goluri | Echipă               |
| --- | --------------- | ----------------------- | ---------------------- | -------- | -------- | ------ | -------------------- |
| 2   | Extremă dreapta | Aneta Pîrvuț            | 22 iunie 1989          | 1.66 m   | 12       | 15     | SCM Craiova          |
| 4   | Centru          | Oana Bondar             | 26 martie 1983         | 1.78 m   | 0        | 0      | ASC Corona Brașov    |
| 6   | Pivot           | Crina Pintea            | 3 aprilie 1990         | 1.86 m   | 28       | 35     | HC Zalău             |
| 7   | Extremă dreapta | Adriana Nechita         | 14 noiembrie 1983      | 1.72 m   | 130      | 318    | HCM Baia Mare        |
| 8   | Inter stânga    | Cristina Neagu          | 26 august 1988         | 1.80 m   | 126      | 502    | ŽRK Budućnost        |
| 9   | Centru          | Aurelia Brădeanu        | 5 mai 1979             | 1.80 m   | 253      | 637    | ASC Corona Brașov    |
| 10  | Inter dreapta   | Adriana Țăcălie         | 29 ianuarie 1989       | 1.80 m   | 38       | 58     | ASC Corona Brașov    |
| 11  | Inter stânga    | Gabriela Perianu        | 20 iunie 1994          | 1.87 m   | 21       | 41     | HC Dunărea Brăila    |
| 12  | Portar          | Ionica Munteanu         | 7 ianuarie 1979        | 1.79 m   | 15       | 0      | SCM Craiova          |
| 15  | Extremă stânga  | Valentina Ardean-Elisei | 5 iunie 1982           | 1.71 m   | 201      | 798    | HCM Baia Mare        |
| 16  | Portar          | Denisa Dedu             | 27 septembrie 1994     | 1.81 m   | 12       | 2      | ASC Corona Brașov    |
| 17  | Pivot           | Georgiana Ciuciulete    | 23 aprilie 1987        | 1.75 m   | 24       | 37     | HC Zalău             |
| 19  | Inter stânga    | Cristina Zamfir         | 29 septembrie 1989     | 1.84 m   | 6        | 12     | ASC Corona Brașov    |
| 23  | Centru          | Daniela Băbeanu         | 18 noiembrie 1988      | 1.79 m   | 30       | 61     | HCM Roman            |
| 27  | Extremă stânga  | Camelia Hotea           | 27 octombrie 1984      | 1.75 m   | 35       | 56     | ASC Corona Brașov    |
| 30  | Portar          | Paula Ungureanu         | 30 martie 1980         | 1.81 m   | 138      | 2      | HCM Baia Mare        |
| 85  | Pivot           | Florina Chintoan        | 6 decembrie 1985       | 1.78 m   | 106      | 140    | „U” Alexandrion Cluj |
| 89  | Extremă dreapta | Laura Chiper            | 21 august 1989         | 1.73 m   | 13       | 10     | ASC Corona Brașov    |

### Ucraina
Conform paginii oficiale a competiției:
Antrenor principal: Leonid Ratner
Antrenor secund: Valeri Voinalovici
| Nr. | Post            | Nume                     | Data nașterii (vârsta) | Înălțime | Selecții | Goluri | Echipă          |
| --- | --------------- | ------------------------ | ---------------------- | -------- | -------- | ------ | --------------- |
| 1   | Portar          | Elizaveta Hiliazetdinova | 15 august 1994         | 1.75 m   | 4        | 0      | Galiceanka Lvov |
| 2   | Inter dreapta   | Olga Laiuk               | 17 mai 1984            | 1.82 m   | 27       | 61     | Muratpașa BSK   |
| 3   | Inter stânga    | Iulia Andriciuk          | 17 mai 1992            | 1.82 m   | 5        | 3      | HC Gomel        |
| 4   | Inter stânga    | Anastasia Pidpalova      | 5 ianuarie 1982        | 1.92 m   | 63       | 240    | Cercle Dijon    |
| 5   | Pivot           | Irina Șuțka              | 5 martie 1983          | 1.80 m   | 75       | 102    | CSM Ploiești    |
| 7   | Extremă stânga  | Viktoria Borșcenko       | 5 ianuarie 1986        | 1.72 m   | 46       | 154    | Rostov-Don      |
| 12  | Portar          | Viktoria Timoșenkova     | 4 noiembrie 1983       | 1.83 m   | 36       | 0      | HCM Roman       |
| 16  | Portar          | Natalia Parhomenko       | 21 martie 1979         | 1.80 m   | 33       | 0      | Kuban Krasnodar |
| 17  | Inter dreapta   | Olga Nikolaenko          | 5 aprilie 1983         | 1.78 m   | 44       | 173    | Békéscsabai     |
| 18  | Centru          | Olena Umaneț             | 3 septembrie 1990      | 1.78 m   | 4        | 5      | HC Karpati      |
| 19  | Pivot           | Valeria Zoria            | 23 aprilie 1987        | 1.80 m   | 11       | 18     | HC Gomel        |
| 21  | Extremă stânga  | Anna Redka               | 21 ianuarie 1989       | 1.66 m   | 10       | 13     | HC Gomel        |
| 23  | Centru          | Irina Glibko             | 18 februarie 1990      | 1.70 m   | 10       | 30     | CSM București   |
| 24  | Centru          | Tamara Smbatian          | 19 martie 1995         | 1.75 m   | 3        | 4      | Galiceanka Lvov |
| 35  | Inter stânga    | Irina Stelmah            | 18 august 1993         | 1.88 m   | 4        | 2      | Galiceanka Lvov |
| 44  | Extremă dreapta | Natalia Volovnik         | 13 martie 1993         | 1.70 m   | 0        | 0      | Galiceanka Lvov |
| 77  | Pivot           | Olga Perederîi           | 12 aprilie 1994        | 1.78 m   | 3        | 7      | Rostov-Don      |

## Grupa C

### Croația
Conform paginii oficiale a competiției:
Antrenor principal: Vladimir Canjuga
Antrenor secund: Ivan Jerković
| Nr. | Post            | Nume                  | Data nașterii (vârsta) | Înălțime | Selecții | Goluri | Echipă            |
| --- | --------------- | --------------------- | ---------------------- | -------- | -------- | ------ | ----------------- |
| 2   | Centru          | Miranda Tatari        | 20 septembrie 1983     | 1.74 m   | 117      | 342    | RK Koprivnica     |
| 4   | Inter stânga    | Maja Kožnjak          | 16 aprilie 1985        | 1.72 m   | 74       | 75     | RK Zagreb         |
| 5   | Extremă dreapta | Aneta Benko           | 29 iulie 1985          | 1.74 m   | 28       | 58     | RK Zagreb         |
| 7   | Extremă stânga  | Tea Grubišić          | 3 decembrie 1985       | 1.76 m   | 25       | 26     | RK Zagreb         |
| 8   | Extremă dreapta | Anita Gaće            | 14 aprilie 1983        | 1.77 m   | 140      | 188    | Dinamo Volgograd  |
| 9   | Inter stânga    | Ćamila Mičijević      | 1 ianuarie 1990        | 1.93 m   | 0        | 0      | HC Zamet          |
| 12  | Portar          | Marta Žderić          | 20 aprilie 1990        | 1.83 m   | 50       | 0      | ŽRK Budućnost     |
| 13  | Inter dreapta   | Lidija Horvat         | 5 mai 1982             | 1.84 m   | 164      | 351    | RK Zagreb         |
| 14  | Centru          | Kristina Elez         | 22 mai 1987            | 1.80 m   | 133      | 414    | RK Koprivnica     |
| 15  | Inter stânga    | Andrea Penezić        | 13 noiembrie 1985      | 1.86 m   | 126      | 527    | ŽRK Vardar        |
| 16  | Portar          | Ivana Jelčić          | 16 martie 1980         | 1.79 m   | 192      | 0      | RK Zagreb         |
| 17  | Pivot           | Katarina Ježić        | 19 decembrie 1992      | 1.73 m   | 39       | 65     | RK Zagreb         |
| 19  | Extremă stânga  | Maja Zebić            | 30 mai 1982            | 1.78 m   | 157      | 428    | ŽRK Vardar        |
| 20  | Pivot           | Vesna Milanović-Litre | 30 mai 1986            | 1.80 m   | 86       | 154    | Győri Audi ETO KC |
| 25  | Pivot           | Dragica Džono         | 24 mai 1987            | 1.84 m   | 31       | 16     | RK Koprivnica     |
| 26  | Inter dreapta   | Žana Marić            | 20 august 1989         | 1.80 m   | 24       | 13     | SG BBM Bietigheim |
| 29  | Centru          | Sonja Bašić           | 26 noiembrie 1987      | 1.82 m   | 46       | 67     | RK Zagreb         |

### Germania
O echipă preliminară de 18 jucătoare a fost anunțată pe 13 noiembrie 2014. Conform paginii oficiale a competiției, echipa finală a fost:
Antrenor principal: Heine Jensen
Antrenor secund: Maik Nowak
| Nr. | Post                | Nume                | Data nașterii (vârsta) | Înălțime | Selecții | Goluri | Echipă             |
| --- | ------------------- | ------------------- | ---------------------- | -------- | -------- | ------ | ------------------ |
| 2   | Extremă dreapta     | Marlene Zapf        | 6 ianuarie 1990        | 1.70 m   | 43       | 113    | TuS Metzingen      |
| 5   | Inter stânga        | Saskia Lang         | 19 decembrie 1986      | 1.79 m   | 45       | 26     | HC Leipzig         |
| 8   | Pivot               | Anne Müller         | 5 iulie 1983           | 1.74 m   | 159      | 215    | HC Leipzig         |
| 10  | Centru              | Anna Loerper        | 18 noiembrie 1984      | 1.64 m   | 193      | 320    | TuS Metzingen      |
| 11  | Inter stânga/Centru | Xenia Smits         | 22 aprilie 1994        | 1.83 m   | 1        | 0      | HSG Blomberg-Lippe |
| 12  | Portar              | Katja Schülke       | 18 martie 1984         | 1.78 m   | 94       | 0      | HC Leipzig         |
| 14  | Inter stânga        | Ewgenija Minevskaja | 31 octombrie 1992      | 1.82 m   | 27       | 42     | TuS Metzingen      |
| 15  | Centru              | Kim Naidzinavicius  | 6 aprilie 1991         | 1.83 m   | 38       | 50     | Bayer Leverkusen   |
| 16  | Portar              | Clara Woltering     | 2 martie 1983          | 1.78 m   | 172      | 0      | ŽRK Budućnost      |
| 18  | Inter stânga        | Laura Steinbach     | 2 august 1985          | 1.81 m   | 108      | 226    | Ferencvárosi TC    |
| 20  | Pivot               | Anja Althaus        | 3 septembrie 1982      | 1.77 m   | 230      | 503    | ŽRK Vardar         |
| 21  | Inter stânga        | Nadja Nadgornaja    | 22 septembrie 1988     | 1.84 m   | 57       | 193    | Thüringer HC       |
| 22  | Inter dreapta       | Susann Müller       | 26 mai 1984            | 1.86 m   | 77       | 260    | Győri Audi ETO KC  |
| 23  | Extremă dreapta     | Svenja Huber        | 23 octombrie 1985      | 1.68 m   | 13       | 49     | Thüringer HC       |
| 26  | Extremă stânga      | Angie Geschke       | 24 mai 1985            | 1.77 m   | 67       | 102    | VfL Oldenburg      |
| 31  | Centru              | Kerstin Wohlbold    | 11 ianuarie 1984       | 1.69 m   | 45       | 96     | Thüringer HC       |
| 33  | Pivot               | Luisa Schulze       | 14 septembrie 1990     | 1.90 m   | 34       | 31     | HC Leipzig         |

### Țările de Jos
Conform paginii oficiale a competiției:
Antrenor principal: Henk Groener
Antrenor secund: Peter Portengen
| Nr. | Post            | Nume                  | Data nașterii (vârsta) | Înălțime | Selecții | Goluri | Echipă              |
| --- | --------------- | --------------------- | ---------------------- | -------- | -------- | ------ | ------------------- |
| 2   | Portar          | Tess Wester           | 19 mai 1993            | 1.78 m   | 12       | 0      | VfL Oldenburg       |
| 5   | Inter stânga    | Jessy Kramer          | 16 februarie 1990      | 1.77 m   | 64       | 72     | Vipers Kristiansand |
| 6   | Inter dreapta   | Laura van der Heijden | 27 iunie 1990          | 1.72 m   | 115      | 382    | Team Esbjerg        |
| 7   | Extremă dreapta | Debbie Bont           | 9 decembrie 1990       | 1.74 m   | 88       | 175    | SERCODAK Dalfsen    |
| 9   | Inter dreapta   | Sanne van Olphen      | 13 martie 1989         | 1.77 m   | 35       | 56     | Toulon St-Cyr       |
| 10  | Pivot           | Danick Snelder        | 22 mai 1990            | 1.78 m   | 88       | 220    | Thüringer HC        |
| 11  | Centru          | Lynn Knippenborg      | 7 ianuarie 1992        | 1.75 m   | 25       | 47     | Vipers Kristiansand |
| 13  | Pivot           | Yvette Broch          | 23 decembrie 1990      | 1.85 m   | 54       | 100    | Metz Handball       |
| 17  | Centru          | Cornelia Groot        | 4 mai 1988             | 1.75 m   | 65       | 180    | FC Midtjylland      |
| 18  | Inter stânga    | Kelly Dulfer          | 21 martie 1994         | 1.86 m   | 15       | 11     | SERCODAK Dalfsen    |
| 21  | Extremă stânga  | Michelle Goos         | 27 decembrie 1989      | 1.78 m   | 26       | 50     | VOC Amsterdam       |
| 22  | Pivot           | Ester Schop           | 22 ianuarie 1990       | 1.76 m   | 8        | 2      | SERCODAK Dalfsen    |
| 23  | Portar          | Jasmina Jankovic      | 6 decembrie 1986       | 1.68 m   | 41       | 0      | Tus Metzingen       |
| 24  | Extremă stânga  | Martine Smeets        | 5 mai 1990             | 1.72 m   | 32       | 66     | Thüringer HC        |
| 30  | Extremă dreapta | Jurswailly Luciano    | 25 martie 1991         | 1.71 m   | 28       | 59     | Metz Handball       |
| 79  | Centru          | Estavana Polman       | 5 august 1992          | 1.74 m   | 59       | 155    | Team Esbjerg        |

### Suedia
Echipa a fost anunțată pe 12 noiembrie 2014. Conform paginii oficiale a competiției:
Antrenori principali: Thomas Sivertsson / Helle Thomsen
| Nr. | Post            | Nume                 | Data nașterii (vârsta) | Înălțime | Selecții | Goluri | Echipă              |
| --- | --------------- | -------------------- | ---------------------- | -------- | -------- | ------ | ------------------- |
| 1   | Portar          | Johanna Bundsen      | 3 iunie 1991           | 1.85 m   | 3        | 0      | IK Sävehof          |
| 2   | Pivot           | Ulrika Ågren         | 13 iulie 1987          | 1.76 m   | 60       | 92     | Buxtehuder SV       |
| 5   | Extremă dreapta | Hanna Fogelström     | 8 noiembrie 1990       | 1.79 m   | 58       | 97     | Toulon Handball     |
| 7   | Pivot           | Linn Blohm           | 20 mai 1992            | 1.79 m   | 20       | 40     | Team Tvis Holstebro |
| 8   | Inter stânga    | Jamina Roberts       | 28 mai 1990            | 1.75 m   | 76       | 115    | Team Tvis Holstebro |
| 9   | Extremă stânga  | Louise Sand          | 27 decembrie 1992      | 1.63 m   | 27       | 39     | IK Sävehof          |
| 12  | Portar          | Filippa Idéhn        | 15 august 1990         | 1.83 m   | 29       | 0      | IK Sävehof          |
| 15  | Centru          | Johanna Ahlm         | 3 octombrie 1987       | 1.75 m   | 112      | 397    | Team Esbjerg        |
| 17  | Inter stânga    | Linnea Torstenson    | 30 martie 1983         | 1.85 m   | 143      | 595    | CSM București       |
| 20  | Centru          | Isabelle Gulldén     | 29 iunie 1989          | 1.79 m   | 125      | 424    | Viborg HK           |
| 22  | Extremă stânga  | Jessica Helleberg    | 20 februarie 1986      | 1.72 m   | 71       | 107    | HC Odense           |
| 24  | Extremă dreapta | Nathalie Hagman      | 19 iulie 1991          | 1.67 m   | 57       | 94     | Team Tvis Holstebro |
| 27  | Inter dreapta   | Anna-Maria Johansson | 15 februarie 1982      | 1.84 m   | 66       | 140    | Skövde HF           |
| 28  | Inter dreapta   | Ida Odén             | 14 aprilie 1987        | 1.72 m   | 28       | 57     | IK Sävehof          |
| 29  | Inter stânga    | Jenny Alm            | 10 aprilie 1989        | 1.83 m   | 44       | 95     | IK Sävehof          |
| 31  | Centru          | Sabina Jacobsen      | 24 martie 1989         | 1.80 m   | 52       | 91     | FC Midtjylland      |

## Grupa D

### Franța
O echipă preliminară de 20 de jucătoare a fost anunțată pe 14 noiembrie 2014. Conform paginii oficiale a competiției:
Antrenor principal: Alain Portes
Antrenor secund: Philippe Carrara
| Nr. | Post            | Nume                  | Data nașterii (vârsta) | Înălțime | Selecții | Goluri | Echipă           |
| --- | --------------- | --------------------- | ---------------------- | -------- | -------- | ------ | ---------------- |
| 1   | Portar          | Laura Glauser         | 20 august 1993         | 1.78 m   | 10       | 0      | Metz Handball    |
| 4   | Pivot           | Nina Kamto Njitam     | 25 iunie 1983          | 1.78 m   | 198      | 367    | Metz Handball    |
| 5   | Inter dreapta   | Camille Ayglon        | 21 mai 1985            | 1.80 m   | 158      | 334    | Nîmes Handball   |
| 6   | Inter dreapta   | Koumba Cissé          | 4 iunie 1991           | 1.73 m   | 15       | 22     | Le Havre         |
| 7   | Centru          | Allison Pineau        | 2 mai 1989             | 1.81 m   | 145      | 347    | RK Krim          |
| 8   | Pivot           | Laurisa Landre        | 27 octombrie 1985      | 1.74 m   | 5        | 11     | Le Havre         |
| 9   | Extremă stânga  | Paule Baudouin        | 25 octombrie 1984      | 1.72 m   | 197      | 605    | Metz Handball    |
| 10  | Centru          | Grâce Zaadi           | 7 iulie 1993           | 1.71 m   | 19       | 33     | Metz Handball    |
| 11  | Extremă dreapta | Marie Prouvensier     | 12 martie 1994         | 1.65 m   | 0        | 0      | Cercle Dijon     |
| 12  | Portar          | Amandine Leynaud      | 2 mai 1986             | 1.78 m   | 143      | 1      | ŽRK Vardar       |
| 17  | Extremă stânga  | Siraba Dembélé        | 28 iunie 1986          | 1.72 m   | 175      | 568    | ŽRK Vardar       |
| 21  | Inter stânga    | Alice Lévêque         | 9 mai 1989             | 1.82 m   | 19       | 6      | Mios Handball    |
| 22  | Inter stânga    | Marie François        | 14 martie 1993         | 1.77 m   | 0        | 0      | Cercle Dijon     |
| 23  | Portar          | Armelle Attingre      | 15 ianuarie 1989       | 1.75 m   | 16       | 0      | Issy Paris Hand  |
| 27  | Centru          | Estelle Nze Minko     | 11 august 1991         | 1.76 m   | 1        | 0      | Nantes Handball  |
| 28  | Inter dreapta   | Marie-Paule Gnabouyou | 4 martie 1988          | 1.85 m   | 66       | 90     | Toulon Handball  |
| 29  | Inter stânga    | Gnonsiane Niombla     | 9 iulie 1990           | 1.72 m   | 22       | 45     | Fleury Loiret HB |
| 64  | Inter dreapta   | Alexandra Lacrabère   | 27 aprilie 1987        | 1.77 m   | 140      | 370    | Nice Handball    |

### Muntenegru
Conform paginii oficiale a competiției:
Antrenor principal: Dragan Adžić
Antrenor secund: Vlatko Đonović
| Nr. | Post            | Nume                | Data nașterii (vârsta) | Înălțime | Selecții | Goluri | Echipă              |
| --- | --------------- | ------------------- | ---------------------- | -------- | -------- | ------ | ------------------- |
| 1   | Portar          | Marina Rajčić       | 24 august 1993         | 1.78 m   | 64       | 0      | ŽRK Budućnost       |
| 2   | Extremă dreapta | Radmila Petrović    | 19 aprilie 1988        | 1.74 m   | 112      | 145    | ŽRK Budućnost       |
| 3   | Extremă stânga  | Biljana Pavićević   | 12 mai 1988            | 1.70 m   | 30       | 51     | ŽRK Budućnost       |
| 4   | Extremă dreapta | Jovanka Radičević   | 23 octombrie 1986      | 1.69 m   | 112      | 589    | ŽRK Vardar          |
| 8   | Inter stânga    | Marija Jovanović    | 26 decembrie 1985      | 1.82 m   | 106      | 445    | Issy Paris Handball |
| 10  | Centru          | Anđela Bulatović    | 15 ianuarie 1987       | 1.75 m   | 104      | 168    | Rostov-Don          |
| 15  | Inter dreapta   | Andrea Klikovac     | 5 mai 1991             | 1.74 m   | 24       | 7      | ŽRK Vardar          |
| 16  | Portar          | Mirjana Milenković  | 14 martie 1985         | 1.83 m   | 60       | 0      | RK Koprivnica       |
| 19  | Inter stânga    | Đurđina Jauković    | 24 februarie 1997      | 1.85 m   | 6        | 7      | ŽRK Danilovgrad     |
| 22  | Portar          | Sonja Barjaktarović | 11 septembrie 1986     | 1.80 m   | 107      | 0      | Rostov-Don          |
| 25  | Inter dreapta   | Đurđina Malović     | 5 mai 1996             | 1.82 m   | 11       | 11     | ŽRK Danilovgrad     |
| 26  | Pivot           | Suzana Lazović      | 28 ianuarie 1992       | 1.76 m   | 74       | 82     | ŽRK Budućnost       |
| 32  | Inter dreapta   | Katarina Bulatović  | 15 noiembrie 1984      | 1.86 m   | 44       | 263    | ŽRK Budućnost       |
| 66  | Pivot           | Ema Ramusović       | 28 noiembrie 1996      | 1.82 m   | 4        | 8      | ŽRK Budućnost       |
| 77  | Extremă stânga  | Majda Mehmedović    | 25 mai 1990            | 1.69 m   | 69       | 137    | ŽRK Budućnost       |
| 80  | Inter stânga    | Jelena Despotović   | 30 aprilie 1994        | 1.83 m   | 21       | 21     | ŽRK Budućnost       |
| 90  | Centru          | Milena Knežević     | 12 martie 1990         | 1.78 m   | 96       | 250    | ŽRK Budućnost       |

### Serbia
Conform paginii oficiale a competiției:
Antrenor principal: Saša Bošković
Antrenor secund: Živojin Maksić
| Nr. | Post            | Nume                | Data nașterii (vârsta) | Înălțime | Selecții | Goluri | Echipă          |
| --- | --------------- | ------------------- | ---------------------- | -------- | -------- | ------ | --------------- |
| 3   | Extremă dreapta | Katarina Krpež      | 2 mai 1988             | 1.67 m   | 93       | 193    | Erd Handball    |
| 4   | Inter dreapta   | Jelena Popović      | 4 septembrie 1984      | 1.71 m   | 109      | 177    | Nantes Handball |
| 6   | Centru          | Katarina Stepanović | 15 ianuarie 1985       | 1.86 m   | 8        | 20     | RK Kragujevac   |
| 7   | Centru          | Andrea Lekić        | 6 septembrie 1987      | 1.78 m   | 93       | 464    | ŽRK Vardar      |
| 9   | Inter dreapta   | Jelena Živković     | 6 iulie 1991           | 1.84 m   | 53       | 69     | RK Koprivnica   |
| 11  | Inter stânga    | Sanja Damnjanović   | 25 mai 1987            | 1.77 m   | 106      | 426    | Viborg HK       |
| 15  | Inter dreapta   | Anđela Janjušević   | 18 iunie 1995          | 1.78 m   | 3        | 0      | RK Kragujevac   |
| 16  | Portar          | Jovana Risović      | 7 octombrie 1993       | 1.70 m   | 43       | 2      | RK Kragujevac   |
| 17  | Pivot           | Sanja Rajović       | 18 mai 1981            | 1.72 m   | 75       | 102    | RK Zagreb       |
| 21  | Centru          | Dijana Radojević    | 2 aprilie 1990         | 1.70 m   | 5        | 0      | ŽORK Jagodina   |
| 26  | Inter stânga    | Biljana Bandelier   | 12 ianuarie 1986       | 1.89 m   | 42       | 75     | Nice Handball   |
| 27  | Portar          | Katarina Tomašević  | 6 februarie 1984       | 1.79 m   | 70       | 0      | Ferencvárosi TC |
| 30  | Extremă stânga  | Jelena Nišavić      | 17 septembrie 1980     | 1.68 m   | 111      | 155    | RK Kragujevac   |
| 33  | Inter stânga    | Jovana Stoiljković  | 30 septembrie 1988     | 1.82 m   | 43       | 59     | Nantes Handball |
| 71  | Centru          | Kristina Liščević   | 20 octombrie 1989      | 1.73 m   | 49       | 44     | Metz Handball   |
| 72  | Pivot           | Dragana Cvijić      | 15 martie 1990         | 1.85 m   | 70       | 191    | ŽRK Budućnost   |
| 83  | Pivot           | Marija Lojpur       | 10 august 1983         | 1.80 m   | 45       | 69     | Szeged KKSE     |

### Slovacia
O echipă preliminară de 18 jucătoare a fost anunțată pe 30 octombrie 2014. Conform paginii oficiale a competiției:
Antrenor principal: Dušan Poloz
Antrenor secund: Peter Olšavský
| Nr. | Post            | Nume               | Data nașterii (vârsta) | Înălțime | Selecții | Goluri | Echipă             |
| --- | --------------- | ------------------ | ---------------------- | -------- | -------- | ------ | ------------------ |
| 1   | Portar          | Simona Súlovská    | 2 septembrie 1990      | 1.70 m   | 21       | 0      | HK Partizánske     |
| 2   | Centru          | Monika Rajnohová   | 26 mai 1993            | 1.73 m   | 29       | 26     | DHC Slavia Prague  |
| 4   | Extremă dreapta | Selma Blažeková    | 2 martie 1991          | 1.64 m   | 23       | 19     | HK Partizánske     |
| 8   | Inter stânga    | Andrea Kertészová  | 4 noiembrie 1988       | 1.77 m   | 14       | 24     | HK Duslo Šaľa      |
| 10  | Centru          | Petra Beňušková    | 7 februarie 1982       | 1.70 m   | 75       | 210    | St-Maur Handball   |
| 11  | Pivot           | Andrea Czanik      | 29 octombrie 1979      | 1.77 m   | 13       | 15     | DJK/MJC Trier      |
| 12  | Portar          | Lucia Gubiková     | 11 februarie 1993      | 1.79 m   | 28       | 0      | Iuventa Michalovce |
| 13  | Inter dreapta   | Katarína Dubajová  | 9 decembrie 1978       | 1.79 m   | 217      | 835    | MKS Nowy Sącz      |
| 16  | Portar          | Žaneta Tóthová     | 6 august 1984          | 1.80 m   | 71       | 3      | St-Maur Handball   |
| 21  | Inter dreapta   | Simona Szarková    | 2 ianuarie 1992        | 1.74 m   | 22       | 54     | DHK Baník Most     |
| 22  | Centru          | Klaudia Michnová   | 4 iunie 1990           | 1.66 m   | 24       | 44     | HK Partizánske     |
| 24  | Extremă stânga  | Lucia Súkenníková  | 22 iunie 1988          | 1.65 m   | 45       | 101    | DHK Baník Most     |
| 28  | Extremă dreapta | Lýdia Jakubisová   | 14 octombrie 1981      | 1.69 m   | 99       | 414    | Thüringer HC       |
| 33  | Inter stânga    | Martina Školková   | 21 decembrie 1984      | 1.73 m   | 69       | 134    | Cercle Bourgogne   |
| 55  | Inter dreapta   | Tatiana Trehubová  | 14 martie 1989         | 1.74 m   | 8        | 39     | Iuventa Michalovce |
| 66  | Extremă stânga  | Réka Bíziková      | 21 decembrie 1991      | 1.69 m   | 14       | 16     | HK Duslo Šaľa      |
| 77  | Pivot           | Dominika Horňáková | 1 februarie 1991       | 1.74 m   | 16       | 21     | Iuventa Michalovce |
| 78  | Pivot           | Eva Minárčiková    | 3 iulie 1992           | 1.73 m   | 7        | 1      | DHC Sokol Poruba   |